# Ivan Loubennikov
Ivan Leonidovitch Loubennikov (en russe : Иван Леонидович Лубенников) est un peintre soviétique puis russe né le 14 mai 1951 à Minsk (République socialiste soviétique de Biélorussie, URSS) et mort le 3 octobre 2021.

## Biographie
Ivan Loubennikov passe son enfance en Sibérie dont le souvenir, notamment la chasse et la pêche, imprègne son œuvre picturale et littéraire. À 14 ans, il part étudier à Moscou et intègre quelques années plus tard l’Institut d'État académique des Beaux-Arts Sourikov à Moscou dans la section d’art monumental. Diplômé en 1976, il se consacre principalement à la réalisation de grandes fresques murales jusqu’au début des années 1990.
Il s’est d’abord fait remarquer en 1982 par la réalisation d’une peinture murale dans la salle publique de l’usine Tryokhgorka, récompensée par le prix de l’Union des Artistes de Moscou, première de ses nombreuses œuvres monumentales : décoration de la façade et de l’intérieur de la nouvelle gare ferroviaire de la ville de Zvenigorod (Premier Prix de la Fondation des artistes de Moscou), monument commémoratif de la section russe du Musée national Auschwitz-Birkenau avec l’architecte Alexandr Skokan en 1985, intervention en fer laminé sur les anciennes façades du Théâtre de la Taganka à Moscou en 1987. La plupart de ses réalisations ont été détruites pendant les dernières années du régime soviétique, contrairement à une de ses réalisations les emblématiques : sa participation à la conception du Musée national Vladimir Maïakovski, inauguré en 1991.
Ivan Loubennikov commence également à exposer ses peintures au début des années 1980 mais c’est sa première grande exposition personnelle dans une galerie moscovite en 1987 qui lui apporte la reconnaissance. Une grande partie des œuvres exposées se trouvent aujourd’hui dans les collections des Musées régionaux de Russie. La fin des années 1980 et le début des années 1990 marquent le pic d’intérêt des collectionneurs étrangers pour l’art russe ; c’est à cette période que ses peintures ont été acquises par de grands collectionneurs allemands, comme Henri Nannen ou Peter Ludwig qui possède une vingtaine de ses œuvres.
Les problèmes économiques de la nouvelle Russie mettent fin à ses travaux d’architecture. Après une longue interruption, c’est le début d’une période de quinze ans entièrement consacrée à la peinture, marquée par l’utilisation du fond noir au début des années 1990. Profondément russe, son œuvre alterne distanciation ironique et hédonisme, culture populaire et références savantes. Il reconnait avoir subi l’influence de Paul Delvaux et déclare admirer le travail de Matisse, de Caravage, de Zurbarán et de l’art des icônes dans sa manière de construire l’espace. Avec un grand sens de la composition et une approche délibérément esthétisante, Loubennikov réinvente continuellement ses principaux sujets : nus féminins, natures mortes, paysages sibériens.
Également professeur de peinture monumentale à Institut d'État académique des Beaux-Arts Sourikov depuis 1994, il est chargé en 2005 de réaliser avec ses élèves la décoration de trois stations du métro moscovite : Maïakovskaïa en 2005 (récompensée par le prix International Vladimir Maïakovski en 2009 et par la Médaille d’Or de l’Académie des Beaux-Arts de Russie), Sretenski boulevar en 2007 et Slavianski en 2008, toutes les trois conçues dans des matériaux différents (vitrail, mosaïque, métal forgé et acier gravé).
En 2009, il crée et installe un vitrail de 40 m2 composé de 20 panneaux incrustés d'éléments verriers à la station de métro Madeleine à Paris. Intitulée « Ryaba la Poule », cette œuvre monumentale raconte l’histoire de la Russie à travers ses symboles. Cette commande est offerte par la ville de Moscou à la RATP, en remerciement du don d’un ensemble d’Hector Guimard pour la station moscovite Kievskaïa. 
En octobre 2011, une monographie complète en deux tomes a été publiée à l’occasion d’une grande exposition rétrospective à la Maison Centrale des Artistes pour le soixantième anniversaire du peintre. Le premier tome reproduit plus de deux cents reproductions de son œuvre peinte et une dizaine d’images de ses œuvres architecturales. Le deuxième tome est un recueil de texte littéraire du peintre. En 2013, un nouveau recueil de ses textes a été publié par l’éditeur Artistes Libres à Saint-Pétersbourg.<
Académicien de l’Académie russe des beaux-arts et nommé Artiste du peuple, il est décoré de l’Ordre de l’Amitié en octobre 2011.

## Expositions personnelles (sélection)
- 1987 : galerie rue Kachirka, Moscou
- 1991 : galerie Art Moderne, Moscou
- 1993 : galerie La Collection russe, Moscou
- 1993 : gallery Maya Polsky, Chicago
- 1994 : galerie Alain Blondel, Paris
- 1996 : galerie Maya Polsky, Chicago
- 1997 : galerie Alain Blondel, Paris
- 1998 : galerie De twee Pauwen, La Haye
- 1999 : Loubennikov et ses Femmes, galerie Ensemble, Moscou
- 2000 : galerie Alain Blondel, Paris
- 2001 : 50 ans, Le Manège, Moscou
- 2003 : galerie Sanat Teşvikiye, Istanbul
- 2004 : galerie De twee Pauwen, La Haye
- 2005 : galerie Alain Blondel, Paris
- 2005 : galerie De twee Pauwen, La Haye
- 2010 : galerie Alain Blondel, Paris
- 2011 : Le Prix de la liberté, exposition rétrospective à la Maison Centrale des Artistes, Moscou
- 2013 : Déjeuner sur l’herbe, galerie Tchistie proudi, Moscou
- 2014 : Formes d’existence, galerie Must Art, Moscou

## Expositions collectives (sélection)
- 1985 : Les Traditions et l’Actualité, Düsseldorf, Hanovre, Stuttgart
- 1986 : galerie Petagnen, Berlin
- 1988 : L’URSS – Les nouvelles tendances, Bologne
- 1989 : Les Artistes de Moscou, galleria Marconi, Milan
- 1992 : The Tale of bread and tears, Križanke Outdoor Theatre, Ljubljana
- 1993 : La Vie, L’Amour, La Mort, Bordighera
- 1994 : Maison Centrale des Artistes, Moscou
- 1995 : L’artiste et la Muse, Spaziotempo Centro d'Arte, Florence
- 1995 : La Maison russe, Maison Centrale des Artistes, Moscou
- 1996 : En mémoire de G. Kroutinskiy, Maison Centrale des Artistes, Moscou
- 1997 : Les illusions et la réalité, Maison Centrale des Artistes, Moscou
- 1999 : Ivan + Natalia, Maison Centrale des Artistes, Moscou,
- 2002 : Exposition collective des prétendants au prix d’État, Galerie Nationale de Tretyakov, Moscou
- 2006 : Les îles habitées, Galerie Nationale de Tretyakov, Moscou
- 2006 : L’expression de l’esprit, galerie Maison de Nachekin, Moscou
- 2007 : La serre, Maison Centrale des Artistes, Moscou. Russian Arts exhibition at the turn of 20-21 centuries, Peace & Colour Gallery, Londres

## Collections publiques et privées (sélection)
- Galerie d'État Tretyakov[10], Moscou
- Musée russe, Saint-Pétersbourg
- Académie russe des Beaux-Arts, Saint-Pétersbourg
- Musées de Novossibirsk, Novokouznetsk, Alma-Ata, Orenbourg, Rostov-sur-le-Don, Kemerovo, Semipalatinsk, Ivanovo, Kirov
- Musée Ludwig